# Wadi Al Fay
El Wadi Al Fay (en árabe: وادي الفاي‎, romanizado: Wādī Al Fay)  es un valle o río seco, con caudal efímero o intermitente, que fluye casi exclusivamente durante la temporada de lluvias, situado en el emirato de Fuyaira, al este de los Emiratos Árabes Unidos. 
Aunque geográficamente pertenece a la gran cuenca hidrográfica del Wadi Basseirah, su curso bajo discurre por la zona noroccidental de la llanura aluvial de Dibba / Sayh Dibā (en árabe: سيح دبا‎), alejado de otros grandes wadis que también forman parte de dicha cuenca (Wādī Sanah, Wādī Ḑab‘ah, Wadi Al Faryah, Wadi 'Abadilah y otros), que confluyen en la misma llanura antes de la presa de Al Basseirah (Wadi Al Basseirah Dam, coordenadas: 25°31'35.0"N 56°12'40.0"E).

## Recorrido
El Wadi Al Fay fluye de suroeste a nordeste, y tiene una longitud total aproximada de 15 kilómetros. Sus principales fuentes de origen se encuentran en la vertiente meridional del Jabal Mubrahah (593 m s. n. m.), a una altitud aproximada de 400 m s. n. m.
Al inicio de su curso medio, el Wadi Al Fay pasa por el pueblo de Al Muhtarqah / Mukhtaraqah (en árabe: المحترقة‎, romanizado: Al Miḥtarqah), situado en la histórica ruta de Qaliddi que unía la ciudad de Ras Al Khaimah y otras poblaciones de la costa del Golfo Pérsico, con la ciudad de Dibba, en la costa del Golfo de Omán.
Junto al pueblo de Al Muhtarqah se encuentra el puerto de montaña de Al Qaliddi (Aqabat al Qaliddi), paso obligado para las caravanas que seguían la ruta de Qaliddi en ambas direcciones, lo que convertía este lugar en un estratégico punto de referencia y avituallamiento.
A partir de Al Muhtarqah, la ruta de Qaliddi hacia la costa del Golfo de Omán se dirigía al nordeste siguiendo el cauce del Wadi Al Fay, que también fue parcialmente utilizado para la posterior construcción de la moderna autopista E87 - Al Shuhada Road, cuyas obras afectaron y alteraron considerablemente su curso natural.
En ese curso hacia el mar, el Wadi Al Fay recibe la confluencia de varios pequeños afluentes (Wadi Ajali, Wadi Lahaba, Wadi Danhah) y pasa asimismo por los pueblos de Dhahir / Zahir al Ya'ad, Dhahir / Zahir As Safwah y Ghub..
Las obras de infraestructura efectuadas para evitar inundaciones en las áreas urbanas e industriales de la costa obligaron también a canalizar y desviar una parte del cauce del curso bajo del Wadi Al Fay, que en la actualidad desemboca en un extenso y profundo embalse, de 200.000 m² de superficie, popularmente conocido como Wam Lake, excavado en el lecho de la llanura aluvial al suroeste de la ciudad de Wam.

## Presas y embalses
Como otras regiones de los EAU, el área geográfica del Wadi Al Fay se ha visto ocasionalmente afectada por lluvias inusualmente intensas e inundaciones.

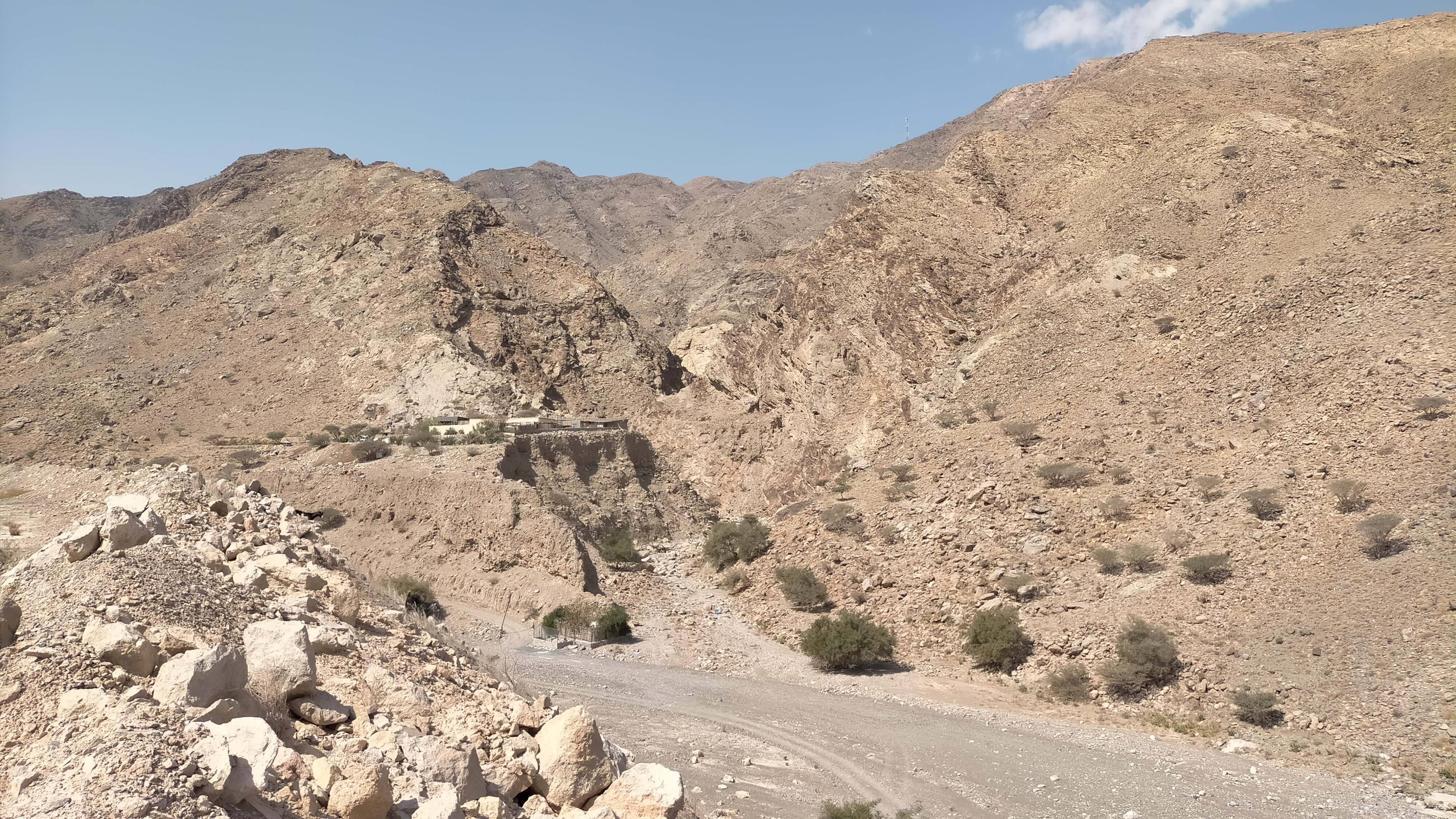
Wadi Al Fay - Cerca de Zahir As Safwah. Desembocadura de un afluente

Para prevenir el peligro de inundaciones repentinas y aumentar el potencial de recarga de aguas subterráneas, se construyó en 1998, en el cauce del Wadi Al Fay, poco antes del pueblo de Ghub, una presa de 5 metros de altura, denominada Wadi Al Fay Dam (en árabe: سد وادي الفاي‎) (coordenadas: 25°33′44″N, 56°11′33″E).
También en 1998 se construyó un segundo dique más pequeño, denominado Wadi Al Fay Breaker (en árabe: حاجز الفاي‎) (coordenadas: 25°34′18″N, 56°12′18″E).

## Toponimia
Nombres alternativos: Wadi Fai, Wadi al Fay', Wādī Fai, Wādī al Fay’, Wadi Al Fay.
El nombre del Wadi Al Fay (con las grafías Wādī al Fa’y y Wadi Fai), sus afluentes, montañas y poblaciones cercanas, quedaron registrados en la documentación y mapas elaborados entre 1950 y 1960 por el arabista, cartógrafo, militar y diplomático británico Julian F. Walker, durante los trabajos efectuados para el establecimiento de fronteras entre los entonces denominados Estados de la Tregua, completados más tarde, por el Ministerio de Defensa del Reino Unido, con mapas a escala 1:100 000 publicados a partir de 1971.
En el Atlas Nacional de Emiratos Árabes Unidos consta con la grafía Wādī Al Fay (en árabe: وادي الفي‎).

## Población
La zona próxima al Wadi Al Fay estuvo poblada principalmente por la tribu Sharqiyin, sección tribal de Yamāmaḩah.
En las proximidades del Wadi Al Fay, existen vestigios arqueológicos que dan testimonio de la presencia humana en este territorio desde tiempos muy remotos.